# Ambassade du Royaume béni de Dieu pour toutes les nations
L’Ambassade du Royaume béni de Dieu pour toutes les nations (anglais : Embassy of the Blessed Kingdom of God for All Nations); appelée aussi Embassy of God, ambassade de Dieu) est une association chrétienne évangélique d'églises néo-charismatiques. Son siège est une megachurch basée à Kiev, en Ukraine, qui compterait 25 000 membres.

## Histoire
L'association est fondée en 1993 par le pasteur Sunday Adelaja et sept personnes de langue russe dans un appartement à Kiev. Elle est officiellement fondée en 1994 sous le nom de « World of Faith Bible Church ». En 2002, elle change son nom pour devenir l'« Embassy of the Blessed Kingdom of God for All Nations ».
En 2008, elle a ouvert vingt autres églises en Ukraine et dix-huit filiales dans le reste du monde.
En 2013, elle compterait 25 000 membres à Kiev, 100 000 membres en Ukraine et 1 000 églises à travers le monde ,,.

## Controverses
En décembre 2008, neuf dirigeants d'associations d’églises évangéliques d'Ukraine ont signé une déclaration appelant à la repentance Sunday Adelaja et son ministère. Ces derniers l'accusent de promouvoir un culte de la personnalité, de faire son auto-promotion, d’'exagérer ses réussites, d'enseigner la théologie de la prospérité, de maudire les membres de l'église qui ne sont pas d'accord avec lui.
En mars 2016, l’Union russe des chrétiens de foi évangélique a annoncé par un communiqué de presse qu’Adelaja serait en période de rétablissement après avoir confessé devant une conférence de pasteurs, avoir eu des adultères avec des femmes de l’église . Le pasteur a nié l’affaire, invoquant une tentative de pasteurs voulant prendre sa place et ne pas être allé en Russie depuis 10 années .